# Selección de baloncesto sub-18 de Gales
La selección de baloncesto sub-18 de Gales es un equipo nacional de baloncesto de Gales, administrado por Basketball Wales. Representa al país en las competiciones internacionales masculinas de baloncesto sub-18.
El equipo ganó tres medallas en el Campeonato Europeo de Baloncesto Masculino Sub-18 - División C.

## Participaciones

### Campeonato Europeo de Baloncesto Masculino Sub-18 - División C
| Año   | Pos.              | PJ             | PG             | PP             |
| ----- | ----------------- | -------------- | -------------- | -------------- |
| 1997  | No participó      | No participó   | No participó   | No participó   |
| 1999  | 5°                | 5              | 3              | 2              |
| 2001  | No participó      | No participó   | No participó   | No participó   |
| 2003  | No participó      | No participó   | No participó   | No participó   |
| 2005  | 4°                | 5              | 2              | 3              |
| 2007  | Medalla de plata  | 2              | 2              | 0              |
| 2009  | 5°                | 4              | 2              | 2              |
| 2011  | Medalla de oro    | 4              | 4              | 0              |
| 2013  | 6°                | 3              | 0              | 3              |
| 2014  | 6°                | 3              | 0              | 3              |
| 2015  | Medalla de bronce | 5              | 2              | 3              |
| 2016  | 5°                | 8              | 6              | 2              |
| 2017  | No participó      | No participó   | No participó   | No participó   |
| 2019  | No participó      | No participó   | No participó   | No participó   |
| 2021  | Por determinar    | Por determinar | Por determinar | Por determinar |
| Total | 9/15              | 39             | 21             | 18             |